# Margrethe, prinsesse af Bourbon-Parma
Prinsesse Margrethe Françoise Louise Marie Helene (17. september 1895 – 18. september 1992) var en dansk prinsesse, der var datter af Prins Valdemar, yngste søn af kong Christian 9.. Gennem sit ægteskab med René af Bourbon-Parma blev hun prinsesse af Bourbon-Parma. Hun er mor til dronning Anne af Rumænien.

## Familie
Margrethe blev født den 17. september 1895 på Bernstorff Slot som det yngste barn og eneste datter af prins Valdemar og prinsesse Marie, der udover hende havde fire sønner. Hendes farfader var kong Christian 9., og Margrethe var hans yngste barnebarn.
Som børnebørn af en yngre søn førte hun og brødrene prædikat af højhed fra fødslen, men senere blev de alle kongelig højhed.

## Ungdom
Prinsesse Margrethe blev modsat sine brødre opdraget katolsk. Hun var således den første danske prinsesse siden reformationen, der var katolik.
Margrethe voksede op i Det Gule Palæ tæt ved Amalienborg og på Bernstorff Slot i Gentofte. Sammen med sine brødre fik hun en meget fri og utvungen opdragelse, tilskyndet af sin mor, prinsesse Marie.

## Ægteskab og børn
Prinsesse Margrethe giftede sig den 9. juni 1921 i Jesu Hjerte Kirke i København med den fransk-italienske prins René af Bourbon-Parma. René var en yngre søn af den sidste hertug af Parma, Robert 1. af Parma og bror til blandt andre  kejserinde Zita af Østrig-Ungarn og prins Felix af Bourbon-Parma, der var gift med den regerende storhertuginde Charlotte af Luxembourg.

### Børn
Margrethe og René fik fire børn.
- Prins Jacques af Bourbon-Parma (1922 – 1964;trafikuheld udenfor Roskilde); gift 1947 med Birgitte Alexandra Maria, komtesse Holstein-Ledreborg (1922–2009).
- Anne af Bourbon-Parma (1923 - 2016); gift med den forhenværende kong Mihai 1. af Rumænien.
- Prins Michel af Bourbon-Parma (1926 - 2018)
- Prins André af Bourbon-Parma (1928 – 2011)

## Senere liv
Margrethe og René var relativt fattige og boede i perioder i Frankrig og i Danmark. Under 2. verdenskrig flygtede parret til USA, hvor Margrethe blandt andet arbejdede i et stormagasin.
Prinsesse Margrethe døde i København 18. september 1992 og er det længstlevende medlem af den danske kongefamilie.